# Мы вас любим (альбом)
«Мы вас любим» — дебютный студийный альбом группы «Тайм-Аут».
Записан в 1989 году на Киностудии имени Горького, издан на виниле фирмой «Мелодия» (C60 30559 007). Общий тираж по данным портала BestSellingAlbums.org составил 41 000 экз. В 2002 году был выпущен на кассетах фирмой «АиБ Records» (без каталожного номера).

## Список композиций
| №  | Название         | Авторы                             |
| -- | ---------------- | ---------------------------------- |
| 1. | Rock-women       | А. Минаев                          |
| 2. | Дай мне уйти     | А. Минаев                          |
| 3. | Осколки зла      | П. Молчанов / А. Струков           |
| 4. | Пружина дней     | Д. Шараев / А. Струков             |
| 5. | Судьба           | А. Минаев                          |
| 6. | Мир афиш, витрин | Д. Шараев / А. Струков             |
| 7. | Флаг кораблю     | А. Антонов / А. Струков, А. Минаев |
| 8. | Только вдвоем    | Д. Шараев / А. Струков             |

## Состав
- Александр Минаев — бас, вокал, и. о. директора.
- Павел Молчанов — вокал.
- Андрей Антонов — гитара.
- Владимир Павлов — гитара (в композиции «Только вдвоем»).
- Дмитрий Шараев — соло-гитара.
- Юрий Шипилов — ударные.
- Николай Шестов, Андрей Гургинидзе — звукорежиссёры.
- Алексей Струков — технический директор.
- Вадим Зорин — художественный руководитель, менеджер.

## Дополнительная информация
- Своё специфическое звучание альбом получил благодаря эффекту «хорус» — единственному из имеющихся на тот момент в студии.
- Это единственный студийный альбом группы, который не был переиздан на CD.
- Песня «Судьба» ранее была известна под названием «Вампир» с соответствующими расхождениями в тексте песни. Изменения были внесены по рекомендации редактора фирмы «Мелодия» Ольги Глушковой, что помогло подготовленному для записи материалу пройти худсовет.